# Campionati europei di atletica leggera 2014 - 5000 metri piani femminili
La gara di corsa dei 5000 metri piani femminili dei campionati europei di atletica leggera di Zurigo 2014 si è svolta il 16 agosto 2014 presso lo Stadio Letzigrund.

## Podio
| Oro     | Meraf Bahta Svezia        |
| Argento | Sifan Hassan Paesi Bassi  |
| Bronzo  | Susan Kuijken Paesi Bassi |

## Programma
| Data           | Ora   | Evento |
| -------------- | ----- | ------ |
| 16 agosto 2014 | 17:40 | Finale |

Ora locale (UTC+2).

## Risultati

### Finale

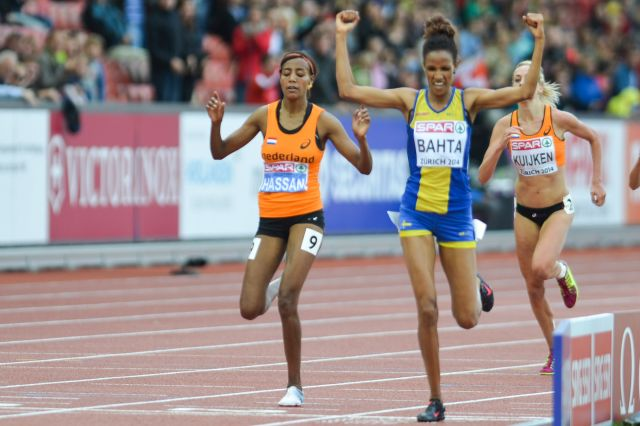
L'arrivo.

| Class   | Atleta                    | Nazione       | Tempo    | Note                          |
| ------- | ------------------------- | ------------- | -------- | ----------------------------- |
| Oro     | Meraf Bahta               | Svezia        | 15:31.39 |                               |
| Argento | Sifan Hassan              | Paesi Bassi   | 15:31.79 |                               |
| Bronzo  | Susan Kuijken             | Paesi Bassi   | 15:32.82 |                               |
| 4       | Yelena Korobkina          | Russia        | 15:32.89 |                               |
| 5       | Nuria Fernández           | Spagna        | 15:35.59 |                               |
| 6       | Sara Moreira              | Portogallo    | 15:38.13 |                               |
| 7       | Jo Pavey                  | Gran Bretagna | 15:38.41 |                               |
| 8       | Giulia Viola              | Italia        | 15:38.76 | Miglior prestazione personale |
| 9       | Emelia Gorecka            | Gran Bretagna | 15:42.98 |                               |
| dq      | Gamze Bulut               | Turchia       | 15:44.73 |                               |
| 12      | Jennifer Wenth            | Austria       | 15:47.61 |                               |
| 13      | Renata Pliś               | Polonia       | 15:48.58 |                               |
| 14      | Karoline Bjerkeli Grøvdal | Norvegia      | 15:52.78 |                               |
| 15      | Kristiina Mäki            | Rep. Ceca     | 15:57.13 |                               |
| 16      | Maren Kock                | Germania      | 16:04.60 |                               |
| 17      | Paula González Berodia    | Spagna        | 16:24.58 |                               |
| N.D.    | Sonja Roman               | Slovenia      | dnf      |                               |